# Anja Nielsen
Anja Nielsen (ur. 12 kwietnia 1975 w Kolding), była duńska piłkarka ręczna, wielokrotna reprezentantka kraju, środkowa rozgrywająca.

## Kariera sportowa
Przez większość swojej kariery występowała w duńskim FC Midtjylland Håndbold.
Jej największym osiągnięciem było mistrzostwo olimpijskie w 2000 r. w Sydney.